# Meadow Walker
Meadow Rain Walker Thornton-Allan, född 4 november 1998 i Northern California, är en amerikansk fotomodell, samt dotter till den framlidne skådespelaren Paul Walker (1973–2013). Hon har också gjort en mindre skådespelarinsats i filmen Fast X från 2023, där hon medverkar i rollen som flygvärdinna.
Walker Thornton-Allan gifte sig i oktober 2021 tillsammans med pojkvännen, tillika fästmannen, Louis Thornton-Allan, i Dominikanska republiken. Hon leddes fram av fadern Pauls Fast & Furious-kollega, tillika sin egen gudfar, Vin Diesel.